# Unicorno di Magdeburgo

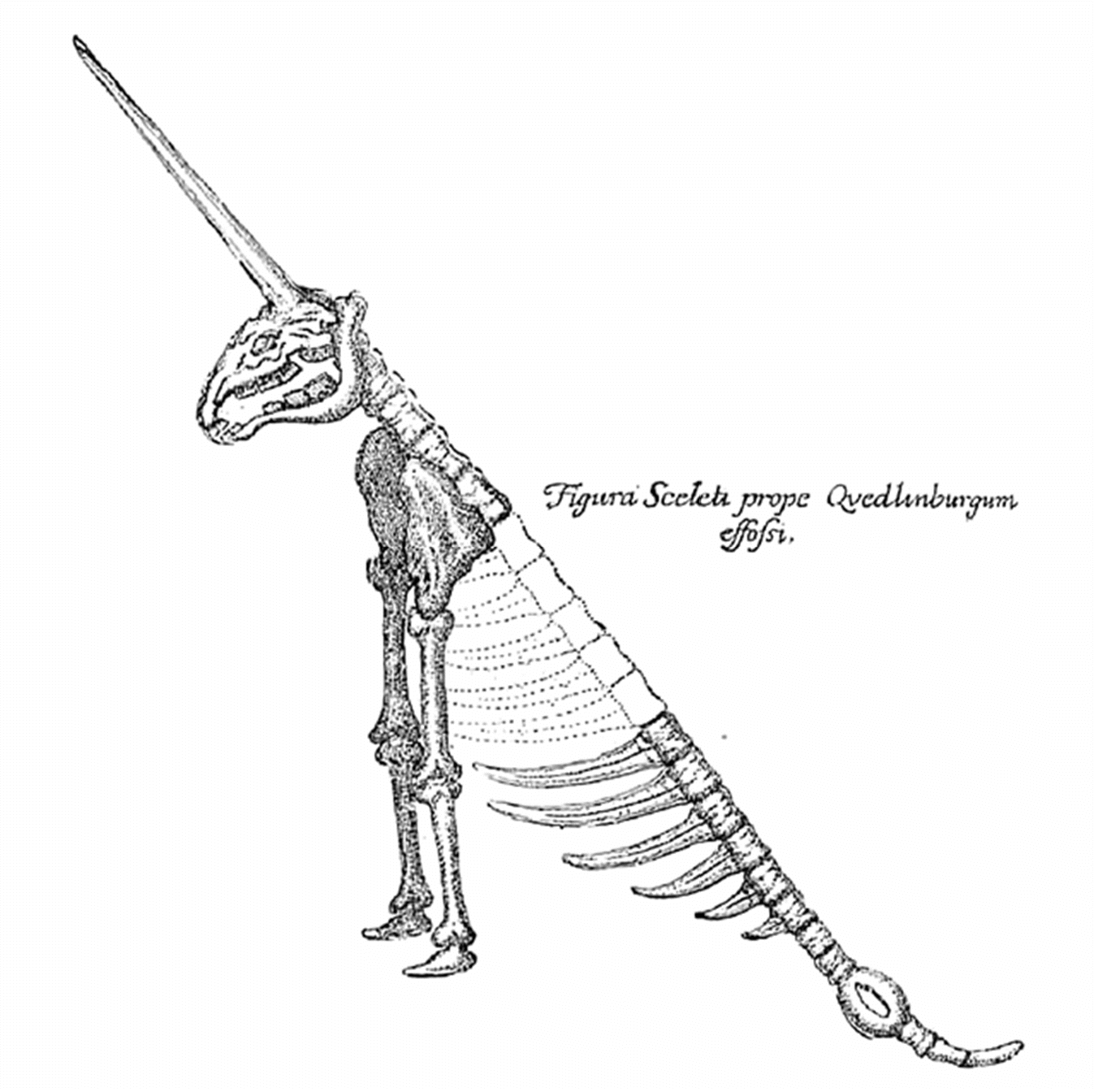
L'unicorno di Magdeburgo raffigurato nella Protogaea (1749) di Leibniz

L'unicorno di Magdeburgo (in tedesco Magdeburger Einhorn, anche conosciuto come Guericke-Einhorn, lett. "unicorno di von Guericke") è un presunto reperto fossile di cui si hanno testimonianze tra il XVI e il XVII secolo, composto dal teschio di un rinoceronte lanoso, le zampe di un mammut lanoso e il corno di un narvalo. 

## Storia

### Il ritrovamento
Le notizie inerenti all'origine dell'unicorno di Magdeburgo sono oggetto di discussione. Le ossa di cui era composto vennero riesumate nel 1663 in una cava di gesso dell'Harz, vicino a Quedlinburg (che oggi prende il nome di grotta dell'Unicorno). Sulla base delle testimonianze, le ossa appartenevano a diversi animali quali un rinoceronte lanoso o altri ungulati, un mammut lanoso e un narvalo. La notizia del ritrovamento, documentata soltanto dal proprietario della grotta e poi tramandata al figlio, venne però riportata scritta soltanto nel 1776 da Johann Friedrich Zückert e potrebbe alludere in realtà al ritrovamento di altre ossa nel 1701. Secondo altri resoconti, i reperti del 1663 furono donati ad Anna Sofia I, badessa di Quedlinburg, e conservati nella soffitta del castello del monastero. Alcune ossa finirono nel gabinetto privato di arte e storia naturale di Gottfried Adrian Müller, che fu capitano del monastero dal 1759 al 1763.
Non si hanno prove sull'effettiva esistenza dell'unicorno; secondo una teoria diffusa, Otto von Guericke fu testimone oculare del ritrovamento e assemblatore della creatura. Secondo qualcuno, tuttavia, essa sarebbe falsa e frutto di abbellimenti storici.

### Prime testimonianze scritte

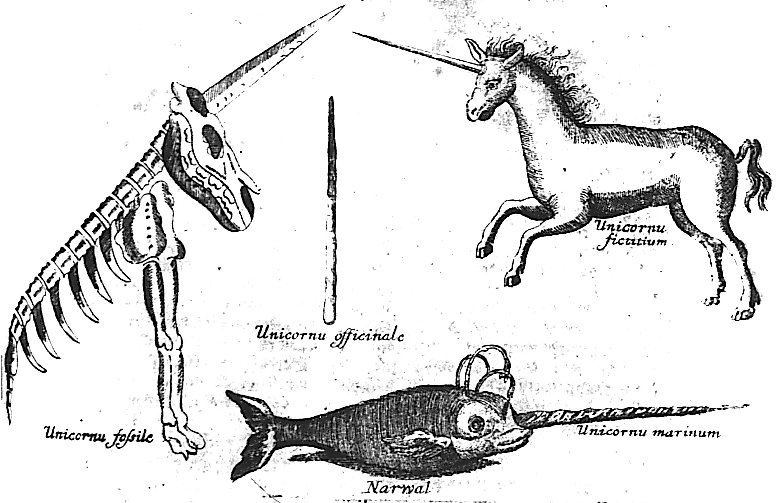
L'unicorno raffigurato nel Museum Museorum (1704) di Valentini

Secondo una teoria mai confermata, il primo a descrivere l'unicorno fu von Guericke. Nel suo Experimenta nova del 1672, il fisico riporta:
Nel Museum Museorum del 1704, Michael Bernhard Valentini riportò l'immagine di un unicorno con gli arti posteriori mancanti identico a quello di Magdeburgo. Nel medesimo tomo, Valentini indica come scopritore e disegnatore dell'unicorno l'astronomo e tesoriere di Quedlinburg Johann Mayer, il cui testo sarebbe poi stato "tradotto in modi parzialmente diversi" da von Guericke e Gottfried Wilhelm Leibniz. Un'immagine molto simile realizzata da Nikolaus Seeländer (ma che alcune fonti più recenti attribuiscono a von Guericke) è infatti presente nel capitolo 35 del Protogaea, opera postuma di Leibniz del 1749 dove è presente una descrizione del mostro.
La cronologia della storia dell'unicorno è poco chiara: non si sa infatti se venne realizzato prima il modello della creatura o le bozze che lo ritraggono.

## Nella cultura di massa
Una replica in plastica costruita negli anni novanta dell'unicorno è presente nel Museum für Naturkunde di Magdeburgo.
La bizzarra natura dell'oggetto e la sua storia lo hanno reso in più casi oggetto di ilarità su Internet e fatto guadagnare la reputazione di "peggiore ricostruzione fossile della storia".